# Strade Bianche Donne
Strade Bianche Donne je ženský jednodenní cyklistický závod konaný v Toskánsku v Itálii. Obvykle se koná na začátku března, tedy ve stejný čas jako mužský závod Strade Bianche. Od roku 2018 má závod 136 km. Patří do kategorie UCI Women's World Tour.
První vítězkou byla v roce 2015 Američanka Megan Guarnierová.

## Seznam vítězek
| Rok  | Země               | Jezdkyně                       | Tým                  |
| ---- | ------------------ | ------------------------------ | -------------------- |
| 2015 | USA                | Megan Guarnierová              | Boels–Dolmans        |
| 2016 | Spojené království | Lizzie Armitsteadová           | Boels–Dolmans        |
| 2017 | Itálie             | Elisa Longová Borghiniová      | Wiggle High5         |
| 2018 | Nizozemsko         | Anna van der Breggenová        | Boels–Dolmans        |
| 2019 | Nizozemsko         | Annemiek van Vleutenová        | Mitchelton–Scott     |
| 2020 | Nizozemsko         | Annemiek van Vleutenová        | Mitchelton–Scott     |
| 2021 | Nizozemsko         | Chantal van den Broek-Blaaková | SD Worx              |
| 2022 | Belgie             | Lotte Kopecky                  | SD Worx              |
| 2023 | Nizozemsko         | Demi Volleringová              | SD Worx              |
| 2024 | Belgie             | Lotte Kopecky                  | Team SD Worx–Protime |

### Vítězství podle zemí
| Počet vítězství | Země                          |
| --------------- | ----------------------------- |
| 5               | Nizozemsko                    |
| 2               | Belgie                        |
| 1               | Itálie Spojené království USA |